# Барнум (Айова)
Барнум (англ. Barnum) — місто (англ. city) в США, в окрузі Вебстер штату Айова. Населення — 175 осіб (2020).

## Географія
Барнум розташований за координатами 42°30′22″ пн. ш. 94°21′57″ зх. д. / 42.50611° пн. ш. 94.36583° зх. д. (42.506200, -94.365698).  За даними Бюро перепису населення США в 2010 році місто мало площу 0,95 км², уся площа — суходіл.

## Демографія
Згідно з переписом 2010 року, у місті мешкала 191 особа в 73 домогосподарствах у складі 53 родин. Густота населення становила 201 особа/км².  Було 77 помешкань (81/км²).
Расовий склад населення:
| - 98,4 % — білих - 1,0 % — осіб інших рас |

До двох чи більше рас належало 0,5 %. Частка іспаномовних становила 1,0 % від усіх жителів.
За віковим діапазоном населення розподілялося таким чином: 30,4 % — особи молодші 18 років, 57,6 % — особи у віці 18—64 років, 12,0 % — особи у віці 65 років та старші. Медіана віку мешканця становила 36,5 року. На 100 осіб жіночої статі у місті припадало 124,7 чоловіків;  на 100 жінок у віці від 18 років та старших — 125,4 чоловіків також старших 18 років.
Середній дохід на одне домашнє господарство  становив 51 290 доларів США (медіана — 53 750), а середній дохід на одну сім'ю — 51 958 доларів (медіана — 55 833). За межею бідності перебувало 14,8 % осіб, у тому числі 16,2 % дітей у віці до 18 років та 26,7 % осіб у віці 65 років та старших.
Цивільне працевлаштоване населення становило 109 осіб. Основні галузі зайнятості: виробництво — 19,3 %, освіта, охорона здоров'я та соціальна допомога — 18,3 %, будівництво — 14,7 %, роздрібна торгівля — 13,8 %.